# Н’Жикам, Хассан Н’Дам
Хасса́н Н’Дам Н’Жика́м (фр. Hassan N'Dam N'Jikam; род. 18 февраля 1984, Яунде, Камерун) — французский боксёр-профессионал и боец смешанных единоборств камерунского происхождения, выступающий в средней и во второй средней весовых категориях.
Дважды участвовал в Олимпийских играх (2004, 2016), серебряный призёр Всеафриканских игр (2003), чемпион Африки (2003) в любителях.
Среди профессионалов претендент на титул чемпион мира по версии WBA Super (2019) во 2-м среднем весе. Бывший чемпион мира по версиям WBA (2017) и WBO (2012), временный чемпион мира по версиям WBA (2010—2011; 2016—2017) и WBO (2012), обязательный претендент на титул чемпион мира по версии IBF (2014—2015), чемпион по версиям WBC Silver (2018—2019) и WBA International (2010) в среднем весе.

## Любительская карьера в боксе
На любительском ринге Н’Жикам в мае 2003 года завоевал золото любительского чемпионата Африки. И в октябре того же года завоевал серебряную медаль на Всеафриканских играх 2003 года.
Принимал участие в Олимпийских играх 2004 года в составе сборной Камеруна, где победил ирландского боксёра Энди Ли и проиграл в четвертьфинале россиянину Гайдарбеку Гайдарбекову — в итоге ставшему чемпионом Олимпиады в категории до 75 кг.
В 2016 году, спустя 12 лет, прошёл квалификацию и вновь принял участие в Олимпийских играх в составе сборной Камеруна, в категории полутяжёлого веса (до 81 кг), но в 1-м же раунде соревнований уступил по очкам бразильцу Мишелю Боржису.

## Профессиональная карьера в боксе
Хассан дебютировал на профессиональном ринге в декабре 2004 года. В январе 2008 года, в первом раунде нокаутировал француза Камеля Белхачеми (8-0). В мае Н’Жикам победил Мехди Амара (18-1). 27 июня 2009 года, Хассан нокаутировал боксёра из армении, Геннадия Мартиросяна (17-1).
30 октября 2010 года, завоевал титул интернационального чемпиона мира по версии WBA, Нокаутировав в восьмом раунде, аргентинца, Омара Габриэля Вейса (40-9-3). 30 октября 2010 года победил по очкам боксёра из Грузии Автандила Хурцидзе (23-1-2) и завоевал титул временного чемпиона мира по версии WBA. Защитил титул против доминиканца Джованни Лорензо (29-3), и ушёл из бокса более чем на год.

### Бой с Максом Бурсаком
В мае 2012 года победил по очкам непобеждённого украинского боксёра Макса Бурсака (24-0-1), и завоевал титул временного чемпиона мира по версии WBO, в среднем весе
В сентябре 2012 года, WBO лишила Дмитрия Пирога титула чемпиона мира, и назначила временного чемпиона Хассан Н’Дам Н’Жикама, полноценным чемпионом мира.

### Чемпионский бой с Питером Куиллином
20 октября 2012 года Хассан Н’Дам Н’Жикам, в первом бою за титул полноправного чемпиона WBO, вышел на ринг с американцем, Питером Куиллином. Оба из боксёров были до встречи друг с другом непобеждёнными. Общую часть поединка француз был более быстрым и активным, но необычайно сильные удары американца, шесть раз сражали Н’Жикама. Француз побывал в нокдауне дважды в четвёртом, и дважды в шестом раундах. Несмотря на падения, чемпион снова выравнивал ход поединка, и быстро восстанавливался. Но в двенадцатом раунде Питер снова дважды отправил на канвас Хассан Н’Дама. По итогам двенадцати раундов все судьи отдали победу Питеру со счётом 115—107 и Куиллин завоевал титул чемпиона мира по версии WBO, в среднем весе.

### Чемпионский бой с Давидом Лемьё
20 июня 2015 года в Монреале (Канада), в бою за вакантный титул чемпиона мира по версии IBF в среднем весе, уступил единогласным решением судей (счёт: 109—115, 110—114, 109—115) опытному канадцу Давиду Лемьё (33-2).

### Бой с Альфонсо Бланко
17 декабря 2016 года нокаутировал в 1-м раунде небитого венесуэльца Альфонсо Бланко (12-0), и завоевал титул временного чемпиона мира по версии WBA (1-я защита Бланко) в среднем весе.

### Чемпионский бой с Рету Муратой
20 мая 2017 года раздельным решением судей (счёт: 110—117, 115—112, 116—111) очень спорно победил небитого японца Рёта Мурату (12-0), и завоевал вакантный титул регулярного чемпиона мира по версии WBA в среднем весе.

### Реванш с Рету Муратой
22 октября 2017 года в реванше досрочно уступил японцу Рёта Мурату (12-1), путём отказа от продолжения боя после 7-го раунда, и потерял титул чемпиона мира по версии WBA (1-я защита Н’Жикама) в среднем весе.

### Чемпионский бой с Каллумом Смитом
1 июня 2019 года в Нью-Йорке (США), в бою за титул супер-чемпиона мира по версии WBA (1-я защита Смита) во 2-м среднем весе, досрочно уступил техническим нокаутом в 3-м раунде небитому британцу Каллуму Смиту (25-0).

### Бой с Фёдором Чудиновым
13 декабря 2019 года во Владикавказе (Россия), в бою за вакантный титул чемпиона по версии WBA Gold во 2-м среднем весе, уступил единогласным решением судей (счёт: 108—120, 108—120, 109—119) опытному россиянину Фёдору Чудинову (21-2).

## Статистика профессиональных боёв в боксе
В таблице перечислены результаты всех поединков боксёров.
В каждой строке указан результат поединка. Дополнительно номер поединка обозначен цветом, который обозначает итог поединка. Расшифровка обозначений и цветов представлена в нижеследующей таблице.
| Пример | Расшифровка                     |
| ------ | ------------------------------- |
|        | Победа                          |
|        | Ничья                           |
|        | Поражение                       |
|        | Планируемый поединок            |
|        | Поединок признан несостоявшимся |
| КО     | Нокаут                          |
| ТКО    | Технический нокаут              |
| PTS    | Решение судей (по очкам)        |
| UD     | Единогласное решение судей      |
| MD     | Решение большинства судей       |
| SD     | Раздельное решение судей        |
| RTD    | Отказ от продолжения боя        |
| DQ     | Дисквалификация                 |
| NC     | Поединок признан несостоявшимся |

| 44 поединка, 38 побед (21 нокаутом), 6 поражений. | 44 поединка, 38 побед (21 нокаутом), 6 поражений. | 44 поединка, 38 побед (21 нокаутом), 6 поражений. | 44 поединка, 38 побед (21 нокаутом), 6 поражений. | 44 поединка, 38 побед (21 нокаутом), 6 поражений.    | 44 поединка, 38 побед (21 нокаутом), 6 поражений. | 44 поединка, 38 побед (21 нокаутом), 6 поражений.                                                                                           | 44 поединка, 38 побед (21 нокаутом), 6 поражений. |
| Бой                                               | Рекорд                                            | Дата боя                                          | Соперник                                          | Место проведения боя                                 | Раундов, время                                    | Дополнительно |                                                   |
| ------------------------------------------------- | ------------------------------------------------- | ------------------------------------------------- | ------------------------------------------------- | ---------------------------------------------------- | ------------------------------------------------- | --- | ------------------------------------------------- |
| 42                                                | 37-5                                              | 13 декабря 2019                                   | Фёдор Чудинов (21-2)                              | Манеж, Владикавказ, Россия                           | UD 12 (12)                                        | Счёт: 109-119, 108-120 (дважды). Бой за вакантный титул чемпиона по версии WBA Gold во 2-м среднем весе.                                    |                                                   |
| 41                                                | 37-4                                              | 1 июня 2019                                       | Каллум Смит (25-0)                                | Мэдисон-сквер-гарден, Манхэттен, Нью-Йорк, США       | TKO 3 (12), 2:56                                  | Бой за титулы супер-чемпиона мира по версии WBA (1-я защита Смита) и чемпиона по версии WBC Diamond (3-я защита Смита) во 2-м среднем весе. |                                                   |
| 40                                                | 37-3                                              | 22 декабря 2018                                   | Мартин Мюррей (37-4-1)                            | Манчестер Арена, Манчестер, Ланкашир, Великобритания | MD (12)                                           | Счёт: 117-112, 114-114, 116-112. Завоевал титул чемпиона по версии WBC Silver (1-я защита Мюррея) в среднем весе.                           |                                                   |
| 39                                                | 36-3                                              | 22 октября 2017                                   | Рёта Мурата (2) (12-1)                            | Токио, Япония                                        | RTD 7 (12), 3:00                                  | Потерял титул чемпиона мира по версии WBA (1-я защита Н’Жикама) в среднем весе.                                                             |                                                   |
| 38                                                | 36-2                                              | 20 мая 2017                                       | Рёта Мурата (12-0)                                | Токио, Япония                                        | SD (12)                                           | Счёт: 110-117, 115-112, 116-111. Завоевала вакантный титул чемпиона мира по версии WBA в среднем весе.                                      |                                                   |
| 37                                                | 35-2                                              | 17 декабря 2016                                   | Альфонсо Бланко (12-0)                            | Сен-Дени, Франция                                    | KO 1 (12), 0:22                                   | Завоевал титул временного чемпиона мира по версии WBA (1-я защита Бланко) в среднем весе.                                                   |                                                   |
| 36                                                | 34-2                                              | 30 июля 2016                                      | Томаш Гаргула (18-2-1)                            | Ле-Канне, Франция                                    | TKO 7 (8)                                         | |                                                   |
| 35                                                | 33-2                                              | 27 мая 2016                                       | Роберт Свежбинский (16-5-1)                       | Париж, Франция                                       | TKO 2 (8)                                         | |                                                   |
| 34                                                | 32-2                                              | 12 марта 2016                                     | Патрик Менди (16-9-1)                             | Леваллуа-Перре, Франция                              | UD (8)                                            | Счёт: 79-72, 79-72, 80-71. |                                                   |
| 33                                                | 31-2                                              | 20 июня 2015                                      | Давид Лемьё (33-2)                                | Белл-центр, Монреаль, Канада                         | UD (12)                                           | Счёт: 109-115, 110-114, 109-115. Бой за вакантный титул чемпиона мира по версии IBF в среднем весе.                                         |                                                   |

## Карьера в смешанных единоборствах
10 июня 2020 года стало известно, что Хассан подписал контракт с европейским ММА-промоушеном ARES FC.